# Adoretus hirtipennis
Adoretus hirtipennis är en skalbaggsart som beskrevs av Benderitter 1925. Adoretus hirtipennis ingår i släktet Adoretus och familjen Rutelidae. Inga underarter finns listade i Catalogue of Life.